# 恋人はワイン色
「恋人はワイン色」（こいびとはワインいろ）は、チャゲ&飛鳥（現：CHAGE and ASKA）の楽曲。自身の20作目のシングルとして、ポニーキャニオンから1988年2月5日に発売された。同年の2月21日には8cmシングルCDとしても発売されている。

## 背景・リリース
オリジナル・アルバム『RHAPSODY』からの先行シングルである。
公式サイトにおいて、本作は「恋人はワイン色/あきらめのBlue Day」と表記され、両A面シングル扱いとなっている。
今作をリリースした辺りからタイアップの話が増えたといい、飛鳥（現：ASKA）は「自分たちの音楽が世の中に浸透するのを感じた。意識もした。やっぱりやればできるんじゃないかと思った」と語っている。

## 批評
本作に関して、飛鳥（現：ASKA）は「自分達の音楽が世の中に浸透していったことを感じた」と評価している。また、チャゲ（現：Chage）は本作からコーラス録りの時間が飛躍的に長くなったことを公言している。

## 収録曲
| #         | タイトル               | 作詞      | 作曲      | 編曲      | 時間 |
| --------- | ---------------------- | --------- | --------- | --------- | ---- |
| 1.        | 「恋人はワイン色」     | 飛鳥涼    | 飛鳥涼    | 西平彰    | 4:49 |
| 2.        | 「あきらめのBlue Day」 | 澤地隆    | CHAGE     | 村上啓介  | 4:48 |
| 合計時間: | 合計時間:              | 合計時間: | 合計時間: | 合計時間: | 9:37 |

## 楽曲解説
1. 恋人はワイン色
テレビ朝日系列ドラマ『あぶない雑居カップル』主題歌。
チャゲ&飛鳥として、初のテレビドラマ主題歌を担当した[1]。飛鳥は、ドラマを書きたかったとしている。歌詞はアパルトのミセスが男の暮らしをいつも伺っていて、ある日女の子が一緒に住むようになってから別れに至るまで、ずっと噂をしていたというストーリーである[2]。
この楽曲の良さについて、音楽評論家の小貫信昭は「現実の描写と回想が巧みに折り重なりつつ、しかし聞き手を混乱させてはいない」と批評している[1]。
2. あきらめのBlue Day
フジテレビ系列バラエティ『桃色学園都市宣言!!』1988年2月度OP。
光GENJIのアルバム『光GENJI』の6曲目「BAD BOY」と基本的にメロディーは同じで、詞とアレンジが異なる楽曲。これは、元々チャゲ&飛鳥と光GENJI双方で使える曲を依頼されて作ったからである[4]。
その後にリリースされたアルバムには本曲は収録されず、またシングル自体も廃盤になったため、しばらくは入手困難な状態が続いていたが、2009年8月25日より各大手配信サイトにて楽曲の配信が開始された為、両曲共に視聴、入手は容易となった。

## 収録アルバム
国内盤
- RHAPSODY (#1)
- THE STORY of BALLAD (#1)
- SUPER BEST II (#1)※リミックス・ヴァージョン
- SUPER BEST BOX SINGLE HISTORY 1979-1994 AND Snow Mail (#1)※リミックス・ヴァージョン
- CHAGE&ASKA VERY BEST ROLL OVER 20TH (#1)

海外盤
- 倆角形 Duet Angle 20th anniversary (#1)
- Asian Communications Best (#1)

## カバー作品
恋人はワイン色
- 中田裕二 （2014年、カバー・アルバム『SONG COMPOSITE』）
- 西寺郷太と井の頭レンジャーズ （2020年、7インチ限定両A面シングル「Money Don't Matter 2 Night / KOIBITO WA WINE IRO」[5]）